# Dirk Rupnow

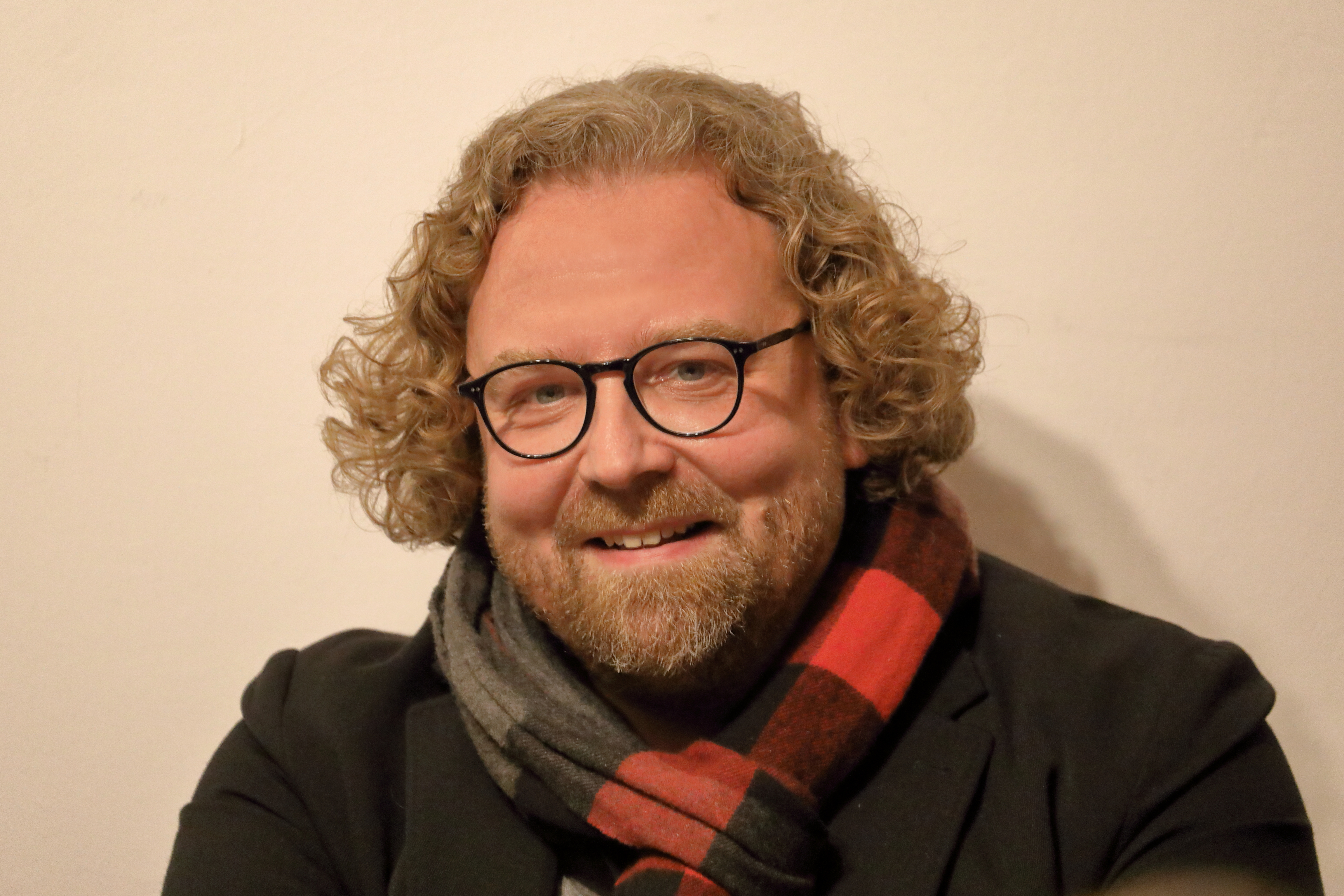
Dirk Rupnow, 2020

Dirk H. Rupnow (* 30. September 1972 in Berlin) ist ein deutscher Historiker. Er ist Universitätsprofessor am Institut für Zeitgeschichte der Universität Innsbruck. Von 2010 bis 2018 fungierte er als Institutsleiter, seit März 2018 ist er Dekan der Philosophisch-Historischen Fakultät.

## Leben
Rupnow studierte Geschichte, Germanistik, Philosophie und Kunstgeschichte an der Freien Universität Berlin und der Universität Wien. Er schloss 1999 sein Studium an der Universität Wien ab, 2002 folgte die Promotion an der Universität Klagenfurt, 2009 die Habilitation wiederum in Wien. 1999/2000 arbeitete er als wissenschaftlicher Mitarbeiter der Historikerkommission der Republik Österreich. 2000/01 war er Junior Fellow am Internationalen Forschungszentrum Kulturwissenschaften, von 2004 bis 2007 Postdoc-Stipendiat im Austrian Programme for Advanced Research and Technology der Österreichischen Akademie der Wissenschaften und von 2007 bis 2009 Visiting Fellow am Institut für die Wissenschaften vom Menschen. 2007 wurde er Lehrbeauftragter und 2009 Privatdozent am Institut für Zeitgeschichte der Universität Wien. Zwischen 2008 und 2016 war er Mitglied der Jungen Kurie der Österreichischen Akademie der Wissenschaften. Seit 2009 forscht und lehrt er am Institut für Zeitgeschichte der Universität Innsbruck, dessen Leiter er von 2010 bis 2018 war. Von 2016 bis 2019 war er auch Mitglied des Senats der Universität Innsbruck. Seit März 2019 fungiert er als Dekan der Philosophisch-Historischen Fakultät.
Rupnow absolvierte Gastaufenthalte an verschiedenen Forschungseinrichtungen: beim Jewish Studies Program des Dartmouth College, am History Department der Duke University, sowie mehrmals am Simon Dubnow-Institut für jüdische Geschichte und Kultur an der Universität Leipzig und am Center for Advanced Holocaust Studies des United States Holocaust Memorial Museum in Washington, D. C. 2016/17 war er der Distinguished Visiting Austrian Chair Professor am Europe Center und Department of History der Stanford University. 2015 war er (Gründungs-)Leiter des Forschungszentrums Migration und Globalisierung, 2016 (Gründungs-)Sprecher des Doktoratskollegs Dynamiken von Ungleichheit und Differenz im Zeitalter der Globalisierung. Er ist seit 2017 Mitglied des Internationalen Wissenschaftlichen Beirats des Wiener Wiesenthal Instituts für Holocaust-Studien.

## Engagement
In der Diskussion um das seit 2011 leerstehende Hitler-Geburtshaus in Braunau am Inn ist Dirk Rupnow 2019 gegen die Pläne des zuständigen Innenministeriums aufgetreten. Das vom Wiener Historiker Oliver Rathkolb entwickelte Konzept der „Neutralisierung“ hält er für eine „verantwortungslose Idee“.

## Auszeichnungen
- 2009 Fraenkel Prize in Contemporary History der Wiener Library (London)
- 2010 Förderungspreis des Tiroler Landespreises für Wissenschaft
- 2011 Preis des Börsenvereins des Deutschen Buchhandels in der Kategorie Geisteswissenschaften International

## Schriften (Auswahl)
Rupnow hat zahlreiche Publikationen zur Zeitgeschichte, zu Holocaust- und Jüdischen Studien, Erinnerungskulturen und Geschichtspolitik sowie Migrations- und Wissenschaftsgeschichte vorgelegt.
Monographien
- Judenforschung im Dritten Reich. Wissenschaft zwischen Politik, Propaganda und Ideologie (= Historische Grundlagen der Moderne, Autoritäre Regime und Diktaturen. Bd. 4). Nomos, Baden-Baden 2011, ISBN 978-3-8329-6421-4 (Habilitationsschrift, Universität Wien, 2009).
- Aporien des Gedenkens. Reflexionen über „Holocaust“ und Erinnerung (= Edition Parabasen. Bd. 5). Rombach, Freiburg im Breisgau/Berlin 2006, ISBN 978-3-7930-9466-1.
- Vernichten und Erinnern. Spuren nationalsozialistischer Gedächtnispolitik. Wallstein, Göttingen 2005, ISBN 3-89244-871-X (Dissertation, Universität Klagenfurt, 2002) (Besprechung auf H-Soz-Kult).
- Täter, Gedächtnis, Opfer. Das „Jüdische Zentralmuseum“ in Prag 1942–1945. Picus, Wien 2000, ISBN 978-3-85452-444-1.
- mit Gabriele Anderl: Die „Zentralstelle für jüdische Auswanderung“ als Beraubungsinstitution (= Veröffentlichungen der Österreichischen Historikerkommission). Vermögensentzug während der NS-Zeit sowie Rückstellungen und Entschädigungen seit 1945 in Österreich (= Vermögensentzug während der NS-Zeit sowie Rückstellungen und Entschädigungen seit 1945 in Österreich. Bd. 20: Nationalsozialistische Institutionen des Vermögensentzuges. T. 1). Oldenbourg, München u. a. 2004, ISBN 3-486-56784-5.

Herausgeberschaft
- Hrsg. mit Marcus Gräser: Österreichische Zeitgeschichte. Zeitgeschichte in Österreich. Eine Standortbestimmung in Zeiten des Umbruchs (Böhlaus Zeitgeschichtliche Bibliothek 41). Wien 2021, ISBN 978-3-205-20928-7.[5]
- Hrsg. mit Wilfried Beimrohr, Karl Berger u. a. (Beirat des Förderschwerpunktes Erinnerungskultur): Vom Wert des Erinnerns. Wissenschaftliche Projekte der Förderperiode 2014 bis 2018. Eigenverlag des Tiroler Landesarchivs, Innsbruck 2020.
- Hrsg. mit Elisabeth Dietrich-Daum, Michaela Ralser: Psychiatrisierte Kindheiten. Die Innsbrucker Kinderbeobachtungsstation von Maria Nowak-Vogl. StudienVerlag, Innsbruck-Wien-Bozen 2020, ISBN 978-3-7065-5914-0.
- Hrsg. mit Margret Friedrich: Geschichte der Universität Innsbruck 1669–2019. Bd. 1: Phasen der Universitätsgeschichte. Teilbd. 1: Von der Gründung bis zum Ende des Ersten Weltkriegs, Teilbd. 2: Die Universität im 20. Jahrhundert. Bd. 2: Aspekte der Universitätsgeschichte (= 350 Jahre Universität Innsbruck), innsbruck university press, Innsbruck 2019, ISBN 978-3-903187-69-6.
- Hrsg. mit Günter Bischof: Migration in Austria (= Contemporary Austrian Studies. Bd. 26), University of New Orleans Press / Innsbruck university press, New Orleans-Innsbruck 2017, ISBN 978-3-90312280-2.
- Hrsg. mit Amos Morris-Reich: Ideas of ‘Race‘ in the History of the Humanities (= Palgrave Critical Studies of Antisemitism and Racism. Bd. 2). Palgrave Macmillan, Basingstoke 2017, ISBN 978-3319499529.
- Hrsg. mit Eva Pflanzelter: einheimisch – zweiheimisch – mehrheimisch. Geschichte(n) der neuen Migration in Südtirol. Raetia, Bozen 2017, ISBN 978-88-7283-595-1.
- Hrsg. mit Iris Roebling-Grau: „Holocaust“-Fiktion. Kunst jenseits der Authentizität. Fink, Paderborn 2015, ISBN 978-3-7705-5505-5.
- Hrsg. mit Heidemarie Uhl: Zeitgeschichte ausstellen in Österreich. Museen – Gedenkstätten – Ausstellungen. Böhlau, Wien u. a. 2011, ISBN 978-3-205-78531-6.
- Hrsg. mit Veronika Lipphardt, Jens Thiel, Christina Wessely: Pseudowissenschaft. Konzeptionen von Nichtwissenschaftlichkeit in der Wissenschaftsgeschichte (= Suhrkamp Taschenbuch Wissenschaft. Bd. 1897). Suhrkamp, Frankfurt am Main 2008, ISBN 978-3-518-29497-0.